# Alfredo Gargiullo

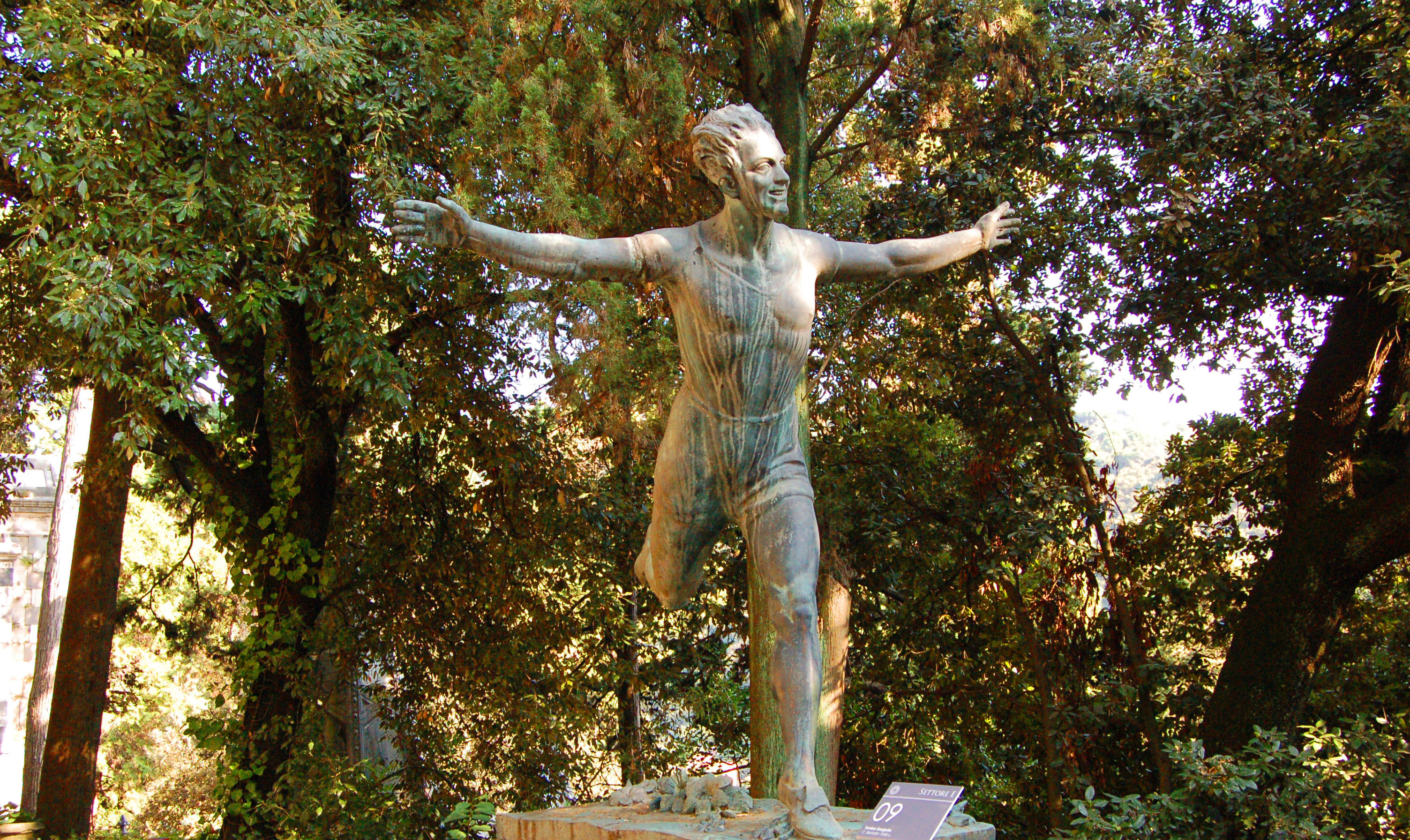
Statue auf dem Grab von Alfredo Gargiullo

Alfredo Gargiullo (* 3. April 1906 in Genua; † 9. März 1928 in Mailand) war ein italienischer Sprinter, der sich auf den 400-Meter-Lauf spezialisiert hatte.
Bei den Olympischen Spielen 1924 wurde er Sechster in der 4-mal-400-Meter-Staffel und erreichte über 400 m das Viertelfinale.
1924 und 1927 wurde er Italienischer Meister. Seine persönliche Bestzeit von 49,0 s stellte er am 16. August 1925 in Genua auf.